# 柳川真一
柳川 真一（やながわ しんいち、1889年（明治22年）7月17日 - 1965年（昭和40年）5月15日）は、大日本帝国陸軍軍人。最終階級は陸軍中将。功四級

## 経歴
1889年（明治22年）に島根県で生まれた。陸軍士官学校第23期卒業。1937年（昭和12年）11月に陸軍歩兵大佐に進級し、1938年（昭和13年）3月に第3国境守備隊長に着任。1939年（昭和14年）3月に歩兵第110連隊長（第110師団）に転じ、日中戦争に出動し、京漢線沿線の守備に任じた。1940年（昭和15年）9月24日に本郷連隊区司令官に転じた。
同年12月2日に陸軍少将に進級し、1941年（昭和16年）12月に第20歩兵団長（朝鮮軍・第20師団）に着任。1943年（昭和18年）8月に朝鮮軍司令部附を経て、1944年（昭和19年）1月10日に独立歩兵第2旅団長（北支那方面軍）に就任し、中国戦線に復帰。石門を根拠地とし、京漢線・石太線・石徳線・井崗炭鉱及び棉産地の守備並びに確保に務めた。10月26日に陸軍中将に進級、11月22日に第120師団長に親補され、京城で守備に就いた。
1947年（昭和22年）11月28日、公職追放仮指定を受けた。